# نونو ألفاريز بيريرا
نونو ألفارس بيريرا (Nuno Álvares Pereira؛ كاستل برانكو، 24 يونيو 1360 - لشبونة، 1 نوفمبر 1431) ؛عسكري ورجل دين برتغالي كونت أرايولوس بارسيلوس وأوريم، خلال أزمة 1383-1385 لعب الجنرال دوراً بارزاً في الدفاع الاستقلال البرتغالي عن مملكة قشتالة.

## أزمة الخلافة
حيث ساعد جواو فارس أفيس الابن غير الشرعي لـ بيدرو الأول ملك البرتغال خلال هذه اصراعه على السلطة فخلع عليه كثير من الألقاب النبلاء مثل كونستابل البرتغال وسلم له قيادة الجيوش كان شخص ذو خبرة عالية وأيضا شارك في حروب قشتالة الأولى بقيادة فرناندو الأول ملك البرتغال وكانت هذه أولى حملاته العسكرية أصبح حارس الملكة ليونور وهو في سن صغيرة لا يتجاوز الخامسة عشر عاماً، ولكن عند وفاة ملك البرتغال ساند أخوها الغير شرعي ضد ابنته بياتريس والمتزوجة من خوان الأول ملك قشتالة الذي يريد أن يصبح ملك البرتغال بالقوة. وكان من أهم معاركه خلال الصراع هي حصار لشبونة (1384) بحيث برع في مقاتلة الجيوش التي تحاصر العاصمة وترهيبها ولكن لم يستطيع فكها، وأيضا معركة ألجوباروتا التي كانت الحاسمة بانتصارهم على القشتاليين بخيث كان قائد البرتغاليون في هذه المعركة، وبعد انتهاء الأزمة خلع عليه الملك ألقاب من كونت أرايولوس، بارسيلوس، أوريم، وعند وفاة زوجته اعتزل الحياة العسكرية واتجه نحو الدين فكان من أعظم رجال الدين المسيحي فبنى العديد من الكنائس واستمر على طابعهِ الديني حتى وفاته.

## العائلة
هو ابن غير شرعي لـ ألفارو غونزالفس بيريرا وإلاريا غونزالفس دو كارفالال، وكلاهما سليلا عائلات برتغالية-جاليكية نبيلة، أُضيفت له الشرعية بمرسوم ملكي بعد ولادته بسنة مما ممكنه من الالتحاق بالتدريب العسكري النبيل وجده كان رئيس أساقفة براغا (1349-1326).

### الزواج والتركة
تزوج من أرملة شاب غني تدعى ليونور دي ألفيم وانجبت له ثلاثة أبناء ولكن ابنة واحدة استطعت له تنجوا من الموت المبكرة واستطعت من أن تتزوج من ابن الغير شرعي لملك البرتغال ألفونسو، كونت بارسيلوس وبهذا يعتبر نونو لجد الأكبر من خط الإناث لملوك براغانزا (1910-1640) وأيضا يعتبر لجد الأكبر لـ ملوك إسبانيا أي هذا يعتبر من خلال زواج حفيدته إيزابيل من البرتغال بخوان الثاني ملك قشتالة انجابهم لإيزابيلا الأولى.

## التقديس
تم تطويبه على أساس القديس من قبل البابا بندكت الخامس عشر في 23 يناير 1918، وتمجيدها في 26 أبريل 2009 في ساحة القديس بطرس من قبل البابا بندكت السادس عشر وعيده في الكنيسة الكاثوليكية في 1 أبريل ولكن في البرتغال في 6 نوفمبر.
كان من ممكن تمجيدها في 1940 من قبل بابا بيوس الثاني عشر لكن تم تأجيل لأسباب دبلوماسية هو ما أشار له السفير البرتغالي أنداك أنه وقت غير مناسب.

## روابط خارجية
- نونو ألفاريز بيريرا على موقع الموسوعة البريطانية (الإنجليزية)